# Подобно реке
«Подобно реке» (порт. Como um rio) — книга бразильского писателя Пауло Коэльо.  На страницах этой книги собраны рассказы о событиях, пережитых героем, а также раздумья, посещавшие его на разных этапах жизни.

## Сюжет
Пауло Коэльо в своих притчах раскрывает читателю глубокие аспекты нашей повседневной жизни, и учит нас обращать внимание даже на мелочи, которые, на первый взгляд, кажутся не важными. "Наблюдайте за течением своей жизни с такой же безмятежностью, как если бы вы наблюдали за течением реки". "Жизнь подобна длительной велогонке, на финише которой - Личная легенда, то, что, по мнению древних алхимиков, является нашим подлинным призванием на этой земле. После старта мы держимся все вместе, связанные узами товарищества и общим энтузиазмом. Но по мере того как гонка набирает скорость, первоначальная радость уступает место тяжелым переживаниям, усталости... Мы замечаем, что некоторые из наших товарищей больше не прислушиваются к своему сердцу: они продолжают нажимать на педали, но только потому, что не могут остановиться посреди пути. Они сбиваются поближе к машине поддержки, - которая иначе называется Рутиной… Мы отрываемся от них, и теперь нам предстоит...